# Liste der Kulturdenkmale in Unterlosa

Lage des Ortsteils Unterlosa in Plauen

In der Liste der Kulturdenkmale in Unterlosa sind die Kulturdenkmale des Plauener Ortsteils Unterlosa verzeichnet, die bis Oktober 2019 vom Landesamt für Denkmalpflege Sachsen erfasst wurden (ohne archäologische Kulturdenkmale). Die Anmerkungen sind zu beachten.
Diese Aufzählung ist eine Teilmenge der Liste der Kulturdenkmale in Plauen.

## Liste der Kulturdenkmale in Unterlosa
| Bild           | Bezeichnung                                                     | Lage                    | Datierung                                                    | Beschreibung | ID       |
| -------------- | --------------------------------------------------------------- | ----------------------- | ------------------------------------------------------------ | --- | -------- |
| Weitere Bilder | Grabstätte der Rittergutsbesitzer Weyse, eingefasst von Kiefern | (Flurstück 696) (Karte) | Um 1900                                                      | Die Grabstätte der Rittergutsbesitzer Weyse ist eine weithin sichtbare, im Wald gelegene Grabanlage. Die Anlage besteht aus einem steinernen Kreuz mit Einfriedung, eingefasst von Kiefern. Dort sind bestattet: Hermann Günther Weyse (1807–1866) mit seiner Frau Alwine Louise Weyse, geborene Listner (1819–1907) sowie Heinrich Günther Weyse (1845–1905) mit seiner Frau Irene Leontine Weyse, geborene Zeidler (1847–1914). Die Grabstätte steht wegen ihres heimatgeschichtlichen Wertes unter Denkmalschutz. | 09247454 |
|                | Wohnstallhaus, Seitengebäude und Toreinfahrt eines Bauernhofes  | Mittelstraße 16 (Karte) | 1850 (Bauernhaus); 2. Hälfte 19. Jahrhundert (Seitengebäude) | Der einzige noch weitgehend original erhaltene Bauernhof des Ortes besteht aus dem Wohnhaus, einem Seitengebäude und einer Toreinfahrt. Das giebelständige Wohnhaus mit dreiachsiger Giebelseite und Krüppelwalmdach ist zweigeschossig. Das Haus wurde mit Graupelputz verputzt und mit Faschen um die Fenster versehen. Die Toranlage, deren Pforte und Tor erneuert wurden, ist straßenseitig zwischen Wohnhaus und Seitengebäude gebaut. Im Erdgeschoss des Seitengebäudes befindet sich der Stall, darüber sind Bergeräume. Das Haus mit flachgeneigtem Satteldach wurde ebenfalls mit Graupelputz verputzt, wobei der Sockel als Kellenputz mit künstlichen Fugen ausgeführt wurde. Der Denkmalwert des Ensembles resultiert unter anderem aus seiner baugeschichtlichen Bedeutung. | 09246961 |
|                | Taubenhaus, zu ehemaligem Bauernhof gehörend                    | Taltitzer Weg 9 (Karte) | Um 1900                                                      | Das ungewöhnlich große, hölzerne Taubenhaus als Relikt eines Bauernhofes steht auf zwei hohen Ziegelpfeilern. Der Aufbau ist als Zwerchhaus mit Satteldach und längsrechteckigem Grundriss ausgeführt. Das original erhaltene Haus mit Ausflugslöchern auf drei Etagen steht wegen seiner heimatgeschichtlichen Bedeutung unter Denkmalschutz. | 09246960 |

## Tabellenlegende
- Bild: Bild des Kulturdenkmals, ggf. zusätzlich mit einem Link zu weiteren Fotos des Kulturdenkmals im Medienarchiv Wikimedia Commons. Wenn man auf das Kamerasymbol klickt, können Fotos zu Kulturdenkmalen aus dieser Liste hochgeladen werden:
- Bezeichnung: Denkmalgeschützte Objekte und ggf. Bauwerksname des Kulturdenkmals
- Lage: Straßenname und Hausnummer oder Flurstücknummer des Kulturdenkmals. Die Grundsortierung der Liste erfolgt nach dieser Adresse. Der Link (Karte) führt zu verschiedenen Kartendiensten mit der Position des Kulturdenkmals. Fehlt dieser Link, wurden die Koordinaten noch nicht eingetragen. Sind diese bekannt, können sie über ein Tool mit einer Kartenansicht einfach nachgetragen werden. In dieser Kartenansicht sind Kulturdenkmale ohne Koordinaten mit einem roten bzw. orangen Marker dargestellt und können durch Verschieben auf die richtige Position in der Karte mit Koordinaten versehen werden. Kulturdenkmale ohne Bild sind an einem blauen bzw. roten Marker erkennbar.
- Datierung: Baubeginn, Fertigstellung, Datum der Erstnennung oder grobe zeitliche Einordnung entsprechend des Eintrags in der sächsischen Denkmaldatenbank
- Beschreibung: Kurzcharakteristik des Kulturdenkmals entsprechend des Eintrags in der sächsischen Denkmaldatenbank, ggf. ergänzt durch die dort nur selten veröffentlichten Erfassungstexte oder zusätzliche Informationen
- ID: Vom Landesamt für Denkmalpflege Sachsen vergebene, das Kulturdenkmal eindeutig identifizierende Objekt-Nummer. Der Link führt zum PDF-Denkmaldokument des Landesamtes für Denkmalpflege Sachsen. Bei ehemaligen Kulturdenkmalen können die Objektnummern unbekannt sein und deshalb fehlen bzw. die Links von aus der Datenbank entfernten Objektnummern ins Leere führen. Ein ggf. vorhandenes Icon  führt zu den Angaben des Kulturdenkmals bei Wikidata.